# Улица Васильцовский Стан
У́лица Васильцо́вский Стан — улица в Юго-Восточном административном округе города Москвы на территории Рязанского района. Начинается от Окской улицы, идя на северо-запад, затем поворачивает на северо-восток и заканчивается на Проектируемом проезде № 770. Слева отходит Васильцовский переулок.
Нумерация домов начинается от Окской улицы.

## История
Улица Васильцовский стан получила своё название в 2005 году при строительстве нового микрорайона Волжский в Рязанском муниципальном районе Юго-Восточного административного округа города Москвы. За улицей сохранено историческое наименование, известное с XIV века, одного из московских станов (Васильцев стан), на которые делилась территория Московского государства.
По некоторым сведениям, князь Иван Калита пожаловал своему слуге Васильцу, долгие годы служившему верой и правдой, большой бортный лес, росший в этих местах. К XV веку лес был частично вырублен, появились поселения и пашни, объединённые в Васильцев стан Моковского уезда.
Постепенно лес был полностью вырублен, и здесь образовалась заболоченная пустошь, просуществовавшая до 60-х годов XX века.
В 1860 году неподалеку была построена Московско-Казанская железная дорога, рядом с которой появляется большое количество дач. В 1861 году территория района входит в состав образованной Выхинской волости.
До 1960 г. округ относился к Ухтомскому району Московской области с центром в г. Люберцы. После строительства МКАД территория между Окружной железной дорогой и МКАД была включена в территорию Москвы.
По большей части земли оставались неиспользуемыми. Лишь на карте Генштаба «Москва и ближайшая область (восток)» 1964—1968 гг. здесь обозначено тепличное хозяйство, которое просуществовало до начала XXI в.
С 2005 года ведётся активное строительство микрорайона Волжский, где на улице Васильцовский Стан располагаются лицей № 1367 и школа № 1421.

## Транспорт
Движение по улице одностороннее, от Васильцовского переулка до Окской улицы. У пересечения с Васильцовским переулком имеется остановка автобусного маршрута № 443.

## Примечательные здания и сооружения
По нечётной стороне:
- № 1, корп. 1 — магазин товаров для шитья «Рукоделие-net»
- № 3, корп. 1 — визовое агентство «Виза Нова», продовольственный магазин «Фарид-10»
- № 5 — книжный магазин «Книголюб. Магазин книг»
- № 5, корп. 1 — кафе «Торшер»
- № 5, корп. 2 — магазин женской одежды «Палантинчик», зоомагазин «Лидер Вет», фотосалон, продуктовый магазин «Россвет»
- № 7, корп. 1 — продуктовый магазин «Риском»
- № 9 — гастроном, офис компании Magnumparket
- № 11 — антикафе «Комнаты», «Продуктовый магазин на Васильцовском Стане», детский развивающий центр «Сёма», семейный клуб «Малина»

По чётной стороне:
- № 4 — центр образования № 1421
- № 6 — лицей № 1367
- № 10, корп. 1 — агентство коммерческой недвижимости "ОБъединённая строительная компания «ОСК-сервис»
- № 12, корп. 2 — автомойка Mafra